# فيرا داشفينا
فيرا داشفينا (بالروسية: Душевина, Вера Евгеньевна) مواليد 6 أكتوبر 1986 في موسكو، هي لاعبة كرة مضرب روسية بدأت مسيرتها كمحترفة سنة 2003 تلعب باليد اليمنى وتحتل حالياً المرتبة رقم. 436 (8 فبراير 2016) في تصنيف رابطة محترفات كرة المضرب. هي إحدى بطلات الجراند سلام. أعلى تصنيف لها في الفردي كان المركز الـ 31 في سنة 2005.

## النهائيات

### البطولات الممتازة

#### الزوجي: 1 (الوصافة 1)
| الحصيلة | السنة | البطولة                    | الأرضية | الشريك                | المنافس               | النتيجة  |
| ------- | ----- | -------------------------- | ------- | --------------------- | --------------------- | -------- |
| الوصافة | 2013  | بطولة الصين المفتوحة للتنس | صلبة    | أرانتشا بارا سانتونجا | كارا بلاك سانيا ميرزا | 2–6, 2–6 |

## الخط الزمني للزوجي
مفتاح
| ف | ن | ن.ن | ر.ن | د# | د.م | ل | أ.أ | ت | غ | ب | ف | ذ | م.خ | ل.ت |

(ف) فاز بالبطولة (ن) وصل النهائي (ن.ن) نصف النهائي (ر.ن) ربع النهائي (د#) الأدوار الأربعة الأولى (د.م) دور المجموعات (ل) شارك في كأس ديفيز (أ.أ) خرج من الأدوار الاولى (ت) خسر التصفيات التأهيلية (غ) غاب عن الحدث أو البطولة (ب) حصل على ميدالية برونزية (ف) حصل على ميدالية فضية (ذ) حصل على ميدالية ذهبية (م.خ) بطولة الماسترز خُفضت إلى مرتبة أقل (ل.ت) البطولة لم تعقد في السنة المعينة.
لتجنب الارتباك وازدواجية الحساب، يتم تحديث هذه المعلومات إما في نهاية البطولة، أو عندما تكون مشاركة اللاعب في البطولة قد انتهت.
| دورات الجراند سلام            |     |     |     |     |     |     |     |     |     |  |       |
| بطولة أستراليا المفتوحة للتنس |     | د1  | د3  |     | د2  | د3  | د1  | د2  | د2  |  | 7–7   |
| دورة رولان غاروس الدولية      | د2  | د1  | د3  | د1  | د3  | د2  | د1  | د2  | د1  |  | 7–9   |
| بطولة ويمبلدون                | ر.ن | د2  | د1  | د2  | د2  | د2  | د3  | د1  | د1  |  | 9–9   |
| أمريكا المفتوحة               | د2  | د1  | د2  | د2  | د2  | د1  | د2  | د2  | د1  |  | 6–9   |
| فوز-خسارة                     | 5–3 | 1–4 | 5–4 | 2–3 | 5–4 | 4–4 | 3–4 | 3–4 | 1–4 |  | 29–34 |

## روابط خارجية
- فيرا داشفينا على موقع رابطة محترفات التنس (الإنجليزية)
- فيرا داشفينا على موقع الاتحاد الدولي لكرة المضرب (الإنجليزية)
- فيرا داشفينا على موقع كأس بيلي جين كينغ (الإنجليزية)
- فيرا داشفينا على موقع خلاصة التنس.كوم (الإنجليزية)
- فيرا داشفينا على موقع إي إس بي إن.كوم (الإنجليزية)